# Benjamin S. Bloom
Benjamin Samuel Bloom (Lansford, 21 de fevereiro de 1913 – Chicago, 13 de setembro de 1999) foi um psicólogo e pedagogo americano que fez importantes contribuições no campo da aprendizagem para o domínio e na taxonomia dos objetivos da educação.
Seu trabalho influenciou vários campos pedagógicos na segunda metade do século XXI, além de permitir uma compreensão mais clara do desenvolvimento cognitivo das crianças.

## Biografia
Nasceu em Lansford, Pensilvânia, EUA em 21 de fevereiro de 1913. Ele era filho de imigrantes judeus da Rússia, que estavam fugindo da discriminação no país em relação a esse grupo no início do século.
Desde tenra idade, ele mostrou sua grande curiosidade sobre o mundo e o conhecimento. Desde os primeiros anos, ele era um leitor insaciável e, se tivesse a oportunidade de investigar algo que lera em um livro, não hesitava em fazê-lo.
Ele era bom em aprender o que tinha lido. Ele também se destacou por sua capacidade e compreensão de leitura, chegando ao ponto de que na biblioteca onde ele pegou emprestados os livros, ele não teve permissão para devolvê-los no mesmo dia em que os tirou, já que não se acreditava que ele era capaz de ler um livro inteiro em menos de um dia.
Benjamin Bloom se formou na Universidade Estadual da Pensilvânia em 1935 e, posteriormente, obteve o título de PhD em educação em 1942 pela Universidade de Chicago. Foi admitido como membro do conselho de exame da Universidade de Chicago, exercendo essa posição até 1943. Depois disso, tornou-se examinador da universidade até 1959.
Ele viajou pelo mundo e tornou-se consultor educacional para governos de países que estavam em processo de desenvolvimento e estabelecimento de regimes democráticos, como Israel e Índia.
Benjamin Bloom viu a educação como um processo no qual era necessário se esforçar para alcançar o desempenho acadêmico, mas isso vai além do que é puramente acadêmico. A educação foi a maneira que, desde que realizada da maneira mais adequada, permitiu extrair todo o potencial humano dos alunos. A educação deve adquirir uma visão otimista dos alunos, vê-los como pessoas que, se quisessem realizar seus sonhos.
A visão humana de Bloom para a educação foi uma verdadeira fonte de inspiração para outros psicólogos, pedagogos e filósofos da educação, além daqueles que tiveram a oportunidade de se tornar seus alunos.
Bloom exerceu uma influência profunda no campo da psicologia educacional. Suas principais contribuições nesta disciplina foram suas idéias sobre aprender a dominar, o desenvolvimento cognitivo das crianças e sua famosa taxonomia de objetivos educacionais.
Seu trabalho se concentrou na pesquisa no estudo da educação sob uma perspectiva psicológica, especificamente em relação aos aspectos cognitivos, emocionais e psicomotores da aprendizagem.
Os aspectos cognitivos se referem à capacidade dos alunos de lidar de maneira útil e dar sentido às informações aprendidas na sala de aula. Os emocionais estariam relacionados aos sentimentos e atitudes gerados como resultado do processo educacional. Por fim, aspectos psicomotores são tudo o que envolve habilidades físicas, como a manipulação de objetos ou o exercício do corpo, para adquirir novos conhecimentos.
Em 1956, ele publicou seu trabalho principal, Taxonomia de objetivos educacionais, Manual 1: Domínio cognitivo, no qual exibiu seu novo modelo educacional. Essa taxonomia foi desenvolvida para auxiliar os professores em sua tarefa de ensino, principalmente para definir quais são os objetivos pedagógicos a serem alcançados em sala de aula.
Benjamin Bloom faleceu em Chicago, Illinois, EUA em 13 de setembro de 1999, aos 86 anos.